# BanG Dream! Ave Mujica
BanG Dream! Ave Mujica, también conocida como Ave Mujica - The Die is Cast -, es una serie de televisión de anime japonesa creada por Bushiroad y producida por Sanzigen. Es una secuela de BanG Dream! It's MyGO!!!!!, a su vez una secuela spin-off de la serie principal BanG Dream!. La serie se estrenó en enero de 2025. Una adaptación al manga escrita e ilustrada por Pinfu Hiroyama, titulada BanG Dream! Ave Mujica -manuscriptus-, fue serializada en la revista Comic Growl de Bushiroad de enero a febrero de 2025, con sus capítulos recopilados en un volumen tankōbon. Se ha anunciado una secuela de Ave Mujica y It's MyGO!!!!! y una película de anime.

## Sinopsis
La serie sigue las hazañas de la banda titular "Ave Mujica", una de las dos bandas junto a MyGO!!!!! que se fundaron tras la separación de la banda CRYCHIC. Aunque Ave Mujica disfruta de un crecimiento en popularidad después de varios conciertos, la líder Sakiko Togawa continúa exigiendo severamente a los miembros que sigan su visión para la banda, lo que provoca enfrentamientos dentro de la banda que conducen a que los motivos ocultos, las inseguridades, los secretos y los traumas de cada miembro salgan a la luz.

## Personajes

### Ave Mujica
Sakiko Togawa (豊川 祥子 Togawa Sakiko?) / Oblivionis (オブリビオニス Oburibionisu?)
 Seiyū: Kanon Takao
Ella es la teclista y líder de la banda, una estudiante de primer año en la Academia de chicas de Haneoka y exmiembro de CRYCHIC que actualmente vive en la pobreza con su padre caído en desgracia, fundó Ave Mujica después de su separación y se esfuerza por que la banda triunfe siguiendo su visión.
El director Kōdai Kakimoto describió a Sakiko deseando olvidar su dolor emocional tras la disolución de CRYCHIC, lo que la llevó a formar Ave Mujica y enmascarar sus sentimientos con el personaje de Oblivionis, aunque también comentó que ella es incapaz de olvidar verdaderamente mientras continúa buscando música bajo su nueva identidad a pesar de su fracaso anterior.
Mutsumi Wakaba (若葉 睦 Wakaba Mutsumi?) / Mortis (モーティス Mōtisu?)
 Seiyū: Yuzuki Watase
Ella es la guitarrista rítmica de voz suave de la banda. Alumna de primer año en la Academia de chicas Tsukinomori y exmiembro de CRYCHIC, ha sido la amiga más cercana de Sakiko desde la infancia y la ruptura de CRYCHIC, siendo la única persona que conoce la situación de Sakiko y trata de apoyar su visión. A mitad de la serie, se revela que Mutsumi sufre un trastorno de identidad disociativo. Su identidad alternativa, "Mortis", es más social que Mutsumi. Asumiendo el papel de protector de Mutsumi, Mortis interviene en Ave Mujica para evitar que Mutsumi sufra más traumas mentales.
Uika Misumi (八幡 海鈴 Yahata Umiri?) / Doloris (ドロリス Dororisu?)
 Seiyū: Rico Sasaki
Ella es la bondadosa guitarrista y vocalista principal de la banda, que también es miembro de la unidad pop Sumimi. Alumna de primer año en la Academia de chicas Hanasakigawa y otra amiga de la infancia de Sakiko, expresa su gratitud y admiración hacia ella por haber sido invitada a Ave Mujica y se dedica a estar al lado de Sakiko siempre que sea posible. El director Kōdai Kakimoto dijo que la intención de la caracterización de Uika era retratarla como alguien "encadenada" y definida por su fachada, mientras reprime sus verdaderas emociones a lo largo de la historia.
Umiri Yahata (八幡 海鈴 Yahata Umiri?) / Timoris (ティモリス Timorisu?)
 Seiyū: Mei Okada
Ella es la estoica bajista de la banda. Alumna de primer año en la Academia de chicas Hanasakigawa y amiga íntima de Taki, es músico de sesión y trabaja para numerosas bandas. Mantiene un nivel de profesionalismo dentro de Ave Mujica, ya que ve a la banda simplemente como uno de sus conciertos.
Nyamu Yūtenji (祐天寺 にゃむ Yūtenji Nyamu?) / Amoris (アモーリス Amōrisu?)
 Seiyū: Akane Yonezawa
Ella es la baterista de la banda busca llamar la atención. Es una popular influencer en línea que busca ganar fama y reconocimiento para la banda y para ella misma por cualquier medio necesario, y choca con Sakiko sobre la dirección de Ave Mujica.

### MyGO!!!!!
Tomori Takamatsu (高松燈 Takamatsu Tomori?)
 Seiyū: Hina Yomiya
Ella es la vocalista de la banda. Alumna de primer año en la Academia de Chicas Haneoka y exmiembro de CRYCHIC, intenta continuamente acercarse a Sakiko tras percibir sus problemas personales, a pesar de que Sakiko rechaza sus avances.
Anon Chihaya (千早愛音 Chihaya Anon?)
 Seiyū: Rin Tateishi
Ella es la guitarrista rítmica y líder de la banda. Alumna de primer año en la Academia de chicas de Haneoka y amiga íntima de Tomori, la ayuda a acercarse a Sakiko para hablar sobre sus problemas.
Rāna Kaname (要楽奈 Kaname Rāna?)
 Seiyū: Hina Aoki
Ella es la guitarrista principal de la banda. Es una estudiante de tercer año de la rama de secundaria de la Academia de Chicas Hanasakigawa. Es excéntrica y a menudo actúa por su cuenta. Siente el dilema personal de Mutsumi y se conecta con ella.
Soyo Nagasaki (長崎そよ Nagasaki Soyo?)
 Seiyū: Mika Kohinata
Ella es la bajista de la banda. Alumna de primer año en la Academia de chicas Tsukinomori y exmiembro de CRYCHIC, sigue recordando a la banda incluso tras su complicada separación y también se preocupa por el bienestar de Mutsumi y Sakiko.
Taki Shina (椎名 立希 Shiina Taki?)
 Seiyū: Coco Hayashi
Ella es la baterista de la banda. Alumna de primer año en la Academia de Chicas Hanasakigawa y exmiembro de CRYCHIC, siente desprecio por Sakiko por su repentina salida de la banda, aunque se preocupa por ella y es amiga íntima de Umiri.

### Sumimi
Mana Sumida (純田 まな Sumida Mana?)
 Seiyū: Hazuki Tanda
Mana es la vocalista de dúo Sumimi junto con Uika Misumi.

### Otros personajes
Minami Mori (森 みなみ Mori Minami?)
 Seiyū: Miyuki Sawashiro
Minami es la actriz aclamada y madre de Mutsumi.
Kiyotsugu Togawa (豊川 清告 Togawa Kiyotsugu?)
 Seiyū: Atsushi Kisaichi
Es el padre de Sakiko y yerno de Sadaharu, quien fue repudiado por la familia Togawa luego de su participación en un caso de fraude.
Sadaharu Togawa (豊川 定治 Togawa Sadaharu?)
 Seiyū: Masaki Terasoma
Es el abuelo de Sakiko y líder del conglomerado Grupo Togawa.

## Producción
El director Kōdai Kakimoto compartió en entrevistas que MyGO!!!!! y Ave Mujica fueron conceptualizados al mismo tiempo y destinados a ser creados como polos opuestos entre sí, lo que guio al equipo de producción a resaltar sus contrastes y la formación de Ave Mujica detrás de escena durante la transmisión de It's MyGO!!!!! mientras Ave Mujica estaba en producción. Como la historia estaba en desarrollo, esto también llevó al equipo a la decisión de dedicar el decimotercer y último episodio de It's MyGO!!!!! como piloto a Ave Mujica. Kakimoto explicó con más detalle que los dos animes son polos opuestos, ya que mientras It's MyGO!!!!! era un drama juvenil donde sus miembros expresaban sus emociones crudas y actuaban en salas simples en vivo, Ave Mujica en comparación es una historia de suspenso psicológico donde sus miembros ocultan sus emociones detrás de máscaras mientras realizan representaciones operísticas en los teatros.
Kakimoto agregó que para distinguir a Ave Mujica de la banda gótica Roselia, que ya forma parte de la franquicia, el equipo de producción incorporó elementos inspirados en circos, espectáculos de fenómenos y teatro. También reconoció que, como MyGO!!!!! y Ave Mujica existen dentro del universo más amplio de BanG Dream!, el equipo incluyó elementos que conectan a los miembros de las dos bandas con personajes existentes que les permiten establecer sus propias identidades y, al mismo tiempo, mantener una conexión natural con el mundo.
En una entrevista, Kanon Takao y Yuzuki Watase comentaron sobre el proceso de doblaje, diciendo que fue un desafío debido a la naturaleza emocional intensa de las escenas del anime, pero caracterizaron su experiencia como positiva para su desarrollo como actores. Takao mencionó una escena en el primer episodio en la que Sakiko llora, que dijo que "le quitó las mejores partes a una grabación muy larga de mí llorando", y también comentó sobre la experiencia de grabar diálogos para un giro de la trama al final de la serie, cuyos detalles se le ocultaron antes de la grabación para provocar una reacción vocal genuina.
Kakimoto reconoció que la serie rompería con las convenciones establecidas de BanG Dream!, afirmando que el equipo es "muy consciente de que este enfoque podría no conectar con todos los públicos". A pesar de ello, se mantuvieron firmes en representar las emociones y acciones de los personajes sin concesiones.

## Temas
Centrada en Ave Mujica, una banda femenina disfuncional, la trama de Ave Mujica se centra más en los personajes que en la música. La serie aborda temas como el alcoholismo, el abandono, la doble personalidad y la ansiedad. Kakimoto dijo que la historia de Ave Mujica incorporaba temas psicológicos como asesino en serie, trastorno de identidad disociativo y síndrome de Munchausen. Comparó los elementos psicológicos con otra producción en la que había participado anteriormente en Sanzigen, Arpeggio of Blue Steel: Ars Nova. 
Takaaki Kidani, director ejecutivo y presidente de Bushiroad, en respuesta a las críticas sobre la supuesta insensatez e ilógica conducta de los personajes en el décimo episodio, escribió en Twitter que la gente siempre tiende a buscar la lógica en el destino, pero en su opinión, el anime Ave Mujica lo niega por completo. Christopher Farris de Anime News Network consideró que la dualidad siempre ha sido un motivo central en Ave Mujica, tanto en cómo se relaciona consigo mismo como en el tomo completo que comparte con It's MyGO!!!!!.
Yota Tokuda de Real Sound describió el conflicto inicial entre Sakiko y Nyamu como un choque entre autorismo y comercialismo, señalando cómo esto parece ser un conflicto convencional dentro del contexto de la ficción musical, citando a Girls Band Cry como ejemplo comparativo. Sin embargo, señala que, al final del primer episodio, la tensión se desvanece con el desenmascaramiento público de la banda por parte de Nyamu. La historia parece entonces centrar el conflicto en el estrés de trabajar en la industria del entretenimiento, que Tokuda compara con Trapezium. Sin embargo, la introducción de Mortis a través de la revelación del trastorno de identidad disociativo de Mutsumi, presentado de forma similar a una película de terror, provoca la separación de la banda, socavando las expectativas narrativas y estéticas dentro del género del anime de bandas. Sakiko no logra reunir a CRYCHIC y volver a la vida cotidiana, lo que distingue claramente la historia de Ave Mujica tanto de las narrativas anteriores de BanG Dream! como de otros animes de temática musical en general. Tokuda señala además que las tendencias obsesivas de Uika Misumi y su naturaleza inusualmente retorcida, particularmente su contemplación de la violencia en el episodio 9 (y la representación visual explícita de ella representando este pensamiento aunque en realidad no suceda), permiten que la serie se adentre en un territorio más oscuro mientras respeta las consideraciones comerciales de su género y su grupo demográfico objetivo.

## Media

### Anime
Tras el estreno del decimotercer y último episodio de It's MyGO!!!!!, se anunció el 14 de septiembre de 2023 una serie de televisión de anime centrada en Ave Mujica que servirá como su secuela directa. Está producida por Sanzigen y Kōdai Kakimoto regresó para dirigir la secuela, con Yuniko Ayana también regresando para escribir y supervisar los guiones de la serie. Se emitió el 2 de enero a 27 de marzo de 2025 en Tokyo MX y otras cadenas. El tema de apertura es "KiLLKiSS", mientras que el tema de cierre es "Georgette Me, Georgette You", ambos interpretados por la banda homónima. Crunchyroll obtuvo la licencia de la serie en Estados Unidos, Canadá, Reino Unido, Irlanda, Australia, Nueva Zelanda, Sudáfrica, México, América Central, América del Sur (excepto Brasil) bajo el título Ave Mujica - The Die is Cast -. Muse Communication obtuvo la licencia de la serie en el Sudeste Asiático.
Se anunció una secuela de Ave Mujica e It's MyGO!!!!! luego del lanzamiento del decimotercer episodio del anime el 27 de marzo de 2025, y el rodaje se llevará a cabo en el norte de Europa.
En agosto de 2025, también se reveló que una película de anime estaba en producción.

### Manga
Una adaptación al manga escrita e ilustrada por Pinfu Hiroyama que abarca los tres primeros episodios del anime, titulada BanG Dream! Ave Mujica -manuscriptus-, fue anunciada el 21 de octubre de 2024. Se serializó en Comic Growl del 10 de enero de 2025, tanto en japonés como en inglés; sus capítulos fueron recopilados en un volumen tankōbon, que también fue lanzado el 7 de febrero de 2025.

## Recepción
BanG Dream! Ave Mujica fue recibida positivamente por los críticos. Antes del lanzamiento de la serie, Christopher Farris de Anime News Network expresó su entusiasmo por su estreno, ya que imaginó que sería "potencialmente... más desquiciada" que BanG Dream! It's MyGO!!!!!, y elogió las secuencias de apertura y final. Steve Jones también anticipó el estreno, diciendo que estaba ansioso por ver el "melodrama" y más elementos yuri potenciales. Nick Creamer escribió en el blog de Crunchyroll que la serie "muestra toda la intención de ser incluso más loca" que It's MyGO!!!!!.
En una guía de vista previa de ANN para la serie, Farris sugirió ver It's MyGO!!!!! de antemano, ya que sintió que la narrativa sería difícil de seguir sin un conocimiento previo de su predecesora. Comentó que la serie tenía como objetivo replantear a Sakiko en una "luz más comprensiva" que antes, convirtiéndola en un personaje más complejo, y elogió la escritura de Yuniko Ayana, y la llamó "continuación merecida" de It's MyGO!!!!!. Farris revisó la serie para ANN. Elogió la escritura de la serie de Ayana que "se define por detalles más pequeños y sutiles que salpican las historias" que luego contribuyen a tramas sólidas y desarrollos de personajes, al tiempo que recompensa la repetición de la visualización, señaló que la historia de fondo de Sakiko es "más ambiguamente compleja" de lo que parecía al principio, afirmó que la narrativa de la serie se centra en la satisfacción, el autocuidado y la "línea entre el altruismo y la autodestrucción", y elogió la animación de Sanzigen. En las reseñas de los episodios 4 y 5, Farris describió a todos en la banda Ave Mujica como "adolescentes dañados que necesitan desesperadamente terapia", dijo que la serie es "muy divertida" en un estilo de humor negro, elogió al director de la serie Hiroshi Morita, tuvo opiniones encontradas sobre los subtítulos de la empresa externa contratada por Crunchyroll, señaló que la serie se centra en la "obligación de los artistas hacia la audiencia" y elogió la escritura de la serie.
Ave Mujica fue clasificado como el anime más popular de la temporada de anime de invierno de 2025 como resultado de una encuesta a los lectores de Dengeki Online durante la transmisión de la serie en febrero de 2025.